# I lust och nöd (1976)
I lust och nöd är en svensk porrfilm från 1976 med regi och manus av Paul Gerber. I rollerna ses bland andra Elona Glenn, Ulf Brunnberg och Per-Axel Arosenius.

## Om filmen
Inspelningen ägde rum under juni och juli 1975 i Stockholm och Vaxholm. Filmen premiärvisades den 26 januari 1976 på biograferna China i Linköping och Saga i Västerås.

## Rollista
- Elona Glenn – Elisabeth
- Ulf Brunnberg – David
- Per-Axel Arosenius – Karl Fredrik Andersson, författare
- Marie Ekorre – Anna
- Caroline Christensen – Elisabeths mor
- Åke Brodin – präst
- Jim Steffe – mannen på serveringen och biografen
- Ted Segerblad	– Eric
- Jane Sannemo Lopez – Elisabeths väninna
- Göran Söderberg – Elisabeths far
- Dennis Andersson – seglare
- Katarina Lindström – Monika, sekreterare
- Frederick Pavese – bilmekaniker

### Fotnoter
1. 1 2  ”I lust och nöd”. Svensk Filmdatabas. http://sfi.se/sv/svensk-filmdatabas/Item/?itemid=4974&type=MOVIE&iv=Basic&ref=/templates/SwedishFilmSearchResult.aspx?id%3d1225%26epslanguage%3dsv%26searchword%3di+lust+och+n%C3%B6d%26type%3dMovieTitle%26match%3dBegin%26page%3d1%26prom%3dFalse. Läst 2 maj 2013.